# Per-Ola Eriksson
Per-Ola Anders Eriksson, född 18 oktober 1946 i Nederkalix församling, Norrbottens län, är en svensk politiker (centerpartist) och ämbetsman. Han var riksdagsledamot 1982–1998, ordförande för riksdagens finansutskott 1991–1994 och vice ordförande för detsamma 1994–1998.
Per-Ola Eriksson växte upp i ett lantbrukarhem i byn Kälsjärv och gick ut från Grans lantbruksskola i Öjebyn 1966 och arbetade sedan som ombudsman för Centerns ungdomsförbund 1968–1970 och återigen från 1972. 1974 föreslog en enig valberedning Per-Ola Eriksson som förbundsordförande i Centerns ungdomsförbund, men kongressen valde Lars Weinehall. Åren 1970–1972 var han tjänsteman vid lantbruksnämnden i Norrbottens län.
Eriksson var landstingspolitiker 1972–1991 och riksdagsledamot 1982–1998. Under regeringen Carl Bildt 1991–1994 innehade han nyckelpositionen som ordförande i riksdagens finansutskott. Han var även vice ordförande i samma utskott och dessförinnan ledamot av näringsutskottet 1986–1991. Även då Centerpartiet 1995–1998 samarbetade med de socialdemokratiska regeringarna Carlsson III och Persson, var Eriksson en av de viktigaste ”samarbetsingenjörerna”.
1999–2003 var Per-Ola Eriksson generaldirektör för Närings- och teknikutvecklingsverket och 2003–2012 landshövding i Norrbottens län.
År 2020 utkom Erikssons memoarbok Kompromisskungen – Per-Ola Eriksson om ett liv i politikens mitt, skriven tillsammans med journalisten Lena Callne.
År 2011 utsågs han till teknologie hedersdoktor vid Luleå tekniska universitet och 2016 förlänades han H. M. Konungens medalj av 12:e storleken i Serafimerordens band.
Eriksson är son till lantbrukarna Per Eriksson och Lilly, född Gustafsson. Han gifte sig 1975 med lågstadieläraren Lena Eriksson, född Olsson, som avled 2018.